# Johan Olav Kos
Johan Olav Kos (rođen 29. oktobar 1968) bivši je brzinski klizač iz Norveške. On je osvojio olimpijske zlatne medalje, uključujući tri na Olimpijskim igrama 1994 za njegovo domovinu. On živi u Torontu, Ontario, Kanada.

## Biografija
Johan Olav Kos je rođen u Dramenu, okrug Buskerud, Norveška. Johan je postao juniorski šampion Norveške 1987. godine, ali nije mogao da se takmiči sa svetskim vrhunskim klizačima na Svetskom juniorskom prvenstvu 1986. i 1987. godine. Godine 1988. debitovao je sa seniorima na Svetskom prvenstvu u Almati, ali nije uspeo da se kvalifikuje za finalno rastojanjeu distancu. Sledeće godine završio je osmi na istom turniru (posle petnaestog mesta na Evropskom prvenstvu u višeboju), zauzevši drugo mesto na 1.500 m. Njegov proboj je došao 1990. godine, kada je osvojio Svetsko prvenstvo u višeboju u Insbruku, Austrija. Sledeće četiri godine osvojio je još dve svetske titule (1991. i 1994.), dok je 1993. završio na drugom mestu, a 1992. na trećem mestu. Osvojio je Evropsko prvenstvo u višeboju 1991. i bio drugi u naredna tri prvenstva. Kos je imao ukupno dvadeset i tri pobede u Svetskom kupu, dok je ukupno osvojio četiri titule u Svetskom kupu (1.500 m 1990. i 1991. i kombinovano 5.000/10.000 m 1991. i 1994).
Kos je debitovao na Olimpijskim igrama 1992. na Zimskim olimpijskim igrama, završio je sedmi na 5.000 m, pet dana nakon operacije zbog upale pankreasa. Oporavio bi se da bi osvojio zlato na 1.500 m (za samo 0,04 sekunde u odnosu na svog zemljaka Odne Sendrola) i srebro na 10.000 m (iza holandskog klizača Barta Veldkampa).
Godine 1994, poslednje godine svoje karijere u brzom klizanju, Kos je takođe stekao slavu izvan sveta brzog klizanja osvojivši tri zlatne medalje na Zimskim olimpijskim igrama 1994. u svojoj rodnoj Norveškoj, pobedivši u svim trkama sa novim svetskim rekordima, od kojih su dva ostala neporažena sve do klap ere klizanja. Za svoj nastup proglašen je sportistom godine od strane časopisa Sports Illustrated 1994, zajedno sa Boni Bler. Pored toga, tri puta je dobio nagradu Oskar Matisen: 1990., 1991. i 1994. godine.
Nakon svoje karijere u brzom klizanju, Kos se školovao za lekara na Univerzitetu Kvinslend u Australiji. Postao je ambasador UNICEF-a i član Međunarodnog olimpijskog komiteta (do 2002). Oženio se kanadskom poslovnom osobom i političarkom Belindom Stronah 31. decembra 1999, ali su se razveli 2003.
Godine 2000, Kos je osnovao Međunarodnu humanitarnu organizaciju sa sedištem u Kanadi, Pravo na igru, koja koristi sport i igru kao sredstvo za razvoj dece i mladih u najugroženijim oblastima sveta. Organizacija posluje u više od 20 zemalja i doseže preko milion dece svake nedelje i podržava je više od 620 zaposlenih širom sveta i preko 14.900 trenera volontera. U avgustu 2015, Kos je prešao na ulogu osnivača Prava na igru, gde je i dalje veoma aktivan u raznim inicijativama za prikupljanje sredstava, i gde je ostao u Međunarodnom odboru direktora.
On se oženio se svojom drugom ženom, Dženifer Li, u Njujorku 23. maja 2009. Lijeva prijateljica Čelsi Klinton bila je jedna od deveruša. Li je diplomirala na Harvardskom koledžu, Univerzitetu u Oksfordu i Harvardskoj poslovnoj školi, i bivša je violončeliskinja koja je studirala na Džulijard školi. Ona je unuka Kim Čung Jula, bivšeg premijera Južne Koreje i načelnika korejskih oružanih snaga tokom Korejskog rata. Ona je suosnivač maloprodajnog biznisa pod nazivom BRIKA koji prodaje proizvode zanatlija i umetnika. Ona je bivši konsultant za menadžment i od nedavno profesionalac za privatne investicije u Ontarijskom privatnom kapitalu nastavnika u Torontu.
U novembru 2009, nakon što je Amerikancu Piteru Mileru oduzeta trenerska uloga u Norveškoj zbog neprimerenog komentara ženskoj članici tima, Kos je imenovan za glavnog trenera, uprkos tome što nije imao prethodnog trenerskog iskustva. Sportski direktor Asocijacije Ojstin Haugen rekao je za Rojters da je Kos bio otkrovenje, uprkos tome što nije imao prethodnog trenerskog iskustva.
Kos je završio svoju magistraturu poslovne administracije na Džosef L. Rotman školi menadžmenta na Univerzitetu u Torontu u Kanadi. Ima počasne doktore sa nekoliko univerziteta - Univerziteta Brok, Univerziteta u Kalgariju, Vrije univerziteta u Briselu i Univerziteta Agder u Norveškoj. Dana 1. jula 2015, Kos je proglašen za počasnog člana Reda Kanade (CM).
Na Olimpijskim igrama 2018. Kos je primljen u projekat Olimpijci doživotno čije je cilj korišćenje sporta za stvaranje boljeg sveta.

## Medalje
Pregled medalja koje je osvojio Kos na značajnim šampionatima, sa navedenom godinom osvajanja trofeja:
| Šampionati                | Zlatna medalja | Srebrna medalja                                                    | Bronzana medalja                                             |
| Zimska Olimpijada         | 1992 (1,500 m) 1994 (1,500 m) 1994 (5,000 m) 1994 (10,000 m) | 1992 (10,000 m)                                                    | –                                                            |
| Svetsko prvenstvo         | 1990 1991 1994 | 1993                                                               | 1992                                                         |
| World Cup                 | 1990 (1,500 m) 1991 (1,500 m) 1991 (5,000 m / 10,000 m) 1994 (5,000 m / 10,000 m)                                                                                      | 1992 (1,500 m) 1992 (5,000 m / 10,000 m) 1993 (5,000 m / 10,000 m) | 1990 (5,000 m / 10,000 m)                                    |
| Evropsko prvenstvo        | 1991 | 1992 1993 1994                                                     | –                                                            |
| Norveško prvenstvo        | 1991 1992 1993 1994 | 1989 1990                                                          | –                                                            |
| Norveško jedno rastojanje | 1989 (1,500 m) 1989 (5,000 m) 1990 (1,500 m) 1990 (5,000 m) 1990 (10,000 m) 1991 (1,500 m) 1991 (5,000 m) 1991 (10,000 m) 1993 (1,000 m) 1993 (5,000 m) 1994 (1,500 m) | 1989 (1,000 m) 1990 (1,000 m) 1992 (1,000 m) 1992 (5,000 m)        | 1988 (10,000 m) 1991 (1,000 m) 1992 (1,500 m) 1994 (5,000 m) |
| Norveški maraton          | – | 1988                                                               | –                                                            |

## Record

### Svetski recordi
Kos je osvojio deset klizačkih svetskih rekorda:
| Događaj            | Vreme    | Datum            | Mesto    |
| ------------------ | -------- | ---------------- | -------- |
| 3000 m             | 3.57,52  | 13. mart 1990    | Herenven |
| 5000 m             | 6.41,73  | 9. februar 1991  | Herenven |
| 10,000 m           | 13.43,54 | 10. februar 1991 | Herenven |
| Velika kombinacija | 157.396  | 10. februar 1991 | Herenven |
| 5000 m             | 6.38,77  | 22. januar 1993  | Herenven |
| 5000 m             | 6.36,57  | 13. mart 1993    | Herenven |
| 5000 m             | 6.35,53  | 4. decembar 1993 | Hamar    |
| 5000 m             | 6.34,96  | 13. februar 1994 | Hamar    |
| 1500 m             | 1.51,29  | 16 February 1994 | Hamar    |
| 10,000 m           | 13.30,55 | 20. februar 1994 | Hamar    |

Izvor: SpeedSkatingStats.com

### Lični recordi
Da bi se ovi lični rekordi stavili u perspektivu, u WR kolona navodi zvanične svetske rekorde na datume kada se Kos klizao svoje lične rekorde.
| Događaj            | Rezult   | Datum            | Mesto      | WR       |
| ------------------ | -------- | ---------------- | ---------- | -------- |
| 500 m              | 37.98    | 7. januar 1994   | Hamar      | 35.92    |
| 1,000 m            | 1:14.9   | 10. januar 1993  | Hamar      | 1:12.58  |
| 1,500 m            | 1:51.29  | 16. februar 1994 | Hamar      | 1:51.60  |
| 3,000 m            | 3:57.52  | 13. mart 1990    | Heerenveen | 3:59.27  |
| 5,000 m            | 6:34.96  | 13. februar 1994 | Hamar      | 6:35.53  |
| 10,000 m           | 13:30.55 | 20. februar 1994 | Hamar      | 13:43.54 |
| Velika kombinacija | 157.257  | 9. januar 1994   | Hamar      | 156.882  |

Izvor: SpeedskatingResults.com
Kos je bio prvi na Adelskalenderu, rangiranju brzog klizanja svih vremenska, tokom ukupno 1.998 dana, podeljeno u tri perioda između 1992. i 1997. On ima Adelskalender rezultat od 155.099 bodova.

## Literatura
- Eng, Trond. All Time International Championships, Complete Results: 1889 - 2002. Askim, Norway: WSSSA-Skøytenytt, 2002.
- Eng, Trond; Gjerde, Arild and Teigen, Magne. Norsk Skøytestatistikk Gjennom Tidene, Menn/Kvinner, 1999 (6. utgave). Askim/Skedsmokorset/Veggli, Norway: WSSSA-Skøytenytt, 1999.
- Eng, Trond; Gjerde, Arild; Teigen, Magne and Teigen, Thorleiv. Norsk Skøytestatistikk Gjennom Tidene, Menn/Kvinner, 2004 (7. utgave). Askim/Skedsmokorset/Veggli/Hokksund, Norway: WSSSA-Skøytenytt, 2004.
- Eng, Trond and Teigen, Magne. Komplette Resultater fra offisielle Norske Mesterskap på skøyter, 1894 - 2005. Askim/Veggli, Norway: WSSSA-Skøytenytt, 2005.
- Teigen, Magne. Komplette Resultater Norske Mesterskap På Skøyter, 1887 - 1989: Menn/Kvinner, Senior/Junior. Veggli, Norway: WSSSA-Skøytenytt, 1989.
- Teigen, Magne. Komplette Resultater Internasjonale Mesterskap 1889 - 1989: Menn/Kvinner, Senior/Junior, allround/sprint. Veggli, Norway: WSSSA-Skøytenytt, 1989.